# Starmus-Festival

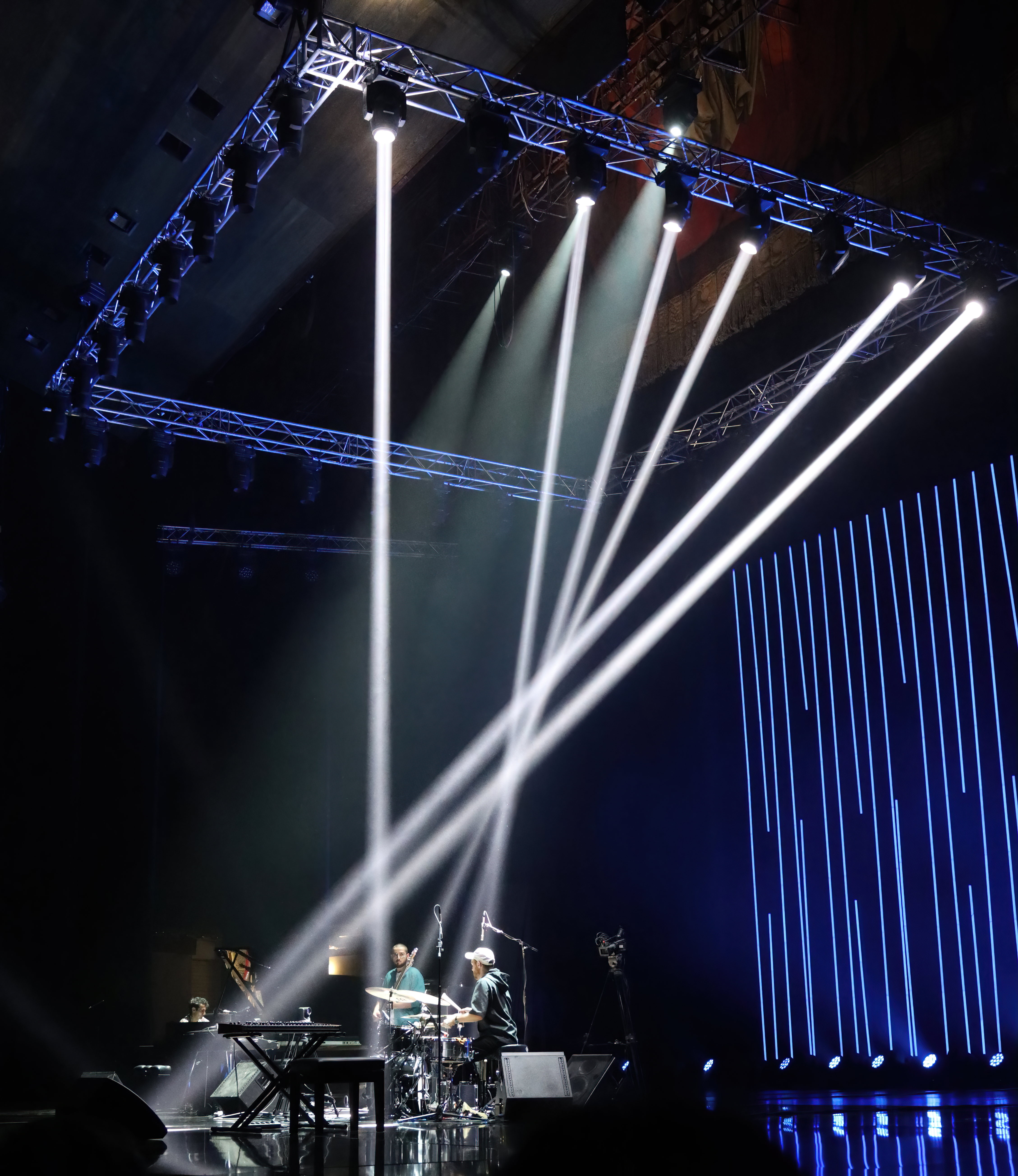
Hamasyan Trio beim Willkommenskonzert des Starmus IV Festivals in Eriwan, Armenien

Starmus-Festival ist der Name einer Reihe von Veranstaltungen mit einer „Kombination aus Wissenschaft, Kunst und Musik, bei der Astronauten, Kosmonauten, Nobelpreisträger und andere prominente Persönlichkeiten aus Wissenschaft, Kultur, Kunst und Musik“ auftreten. Das Starmus-Festival fand bisher in den Jahren 2011, 2014 und 2016 auf den Kanarischen Inseln, 2017 in der norwegischen Stadt Trondheim, 2019 in Zürich und 2022 in Jerewan statt. Im Jahr 2024 diente Bratislava als Veranstaltungsort.